# 기아 복사
기아 복사(Kia Boxer)는 1971년부터 1998년까지 생산된 기아의 트럭이다. 차명은 독일산 개 품종인 복서에서 유래하였다. 1세대 복사의 베이스 모델은 일본 마쓰다 복사이다. 그중 4.5톤의 후속 차종은 1988년에 출시한 라이노이다. 기아에서 최초로 생산한 4륜자동차이다.

## 세부 종류

### 1세대 복사 (1971년~1993년)
1971년에 마쓰다 복사의 1세대를 라이센스 생산하여 판매하기 시작했다. 원래는 110마력 3800cc YA 엔진의 4톤 복사만이 판매되었으나, 1973년에 115마력 4,052cc ZB엔진의 4.5톤 복사가 발매되었다. 초기에는 소하리공장(현 기아오토랜드 광명)에서 만들다가 1984년 6월 생산라인을 광주공장(현 기아오토랜드 광주)으로 이전과 동시에 당시 기아산업의 방계회사인 아시아자동차에서 위탁생산하기 시작했다. 1986년 3월부터는 앞면에 기아 로고가 KIA MASTER에서 KIA MOTORS로 변경되었고, BOXER 로고도 변경되면서 O 속에 견종 복서 그림이 사라짐과 동시에 페이스리프트되어 시그널램프 및 그릴디자인도 변경되었다. 1987년 기아 새 CI가 출범됨에 따라 앞면에 기아 로고도 KIa mOTORS에서 kia(상단에는 물결표시됨)로 변경된 데 이어, 후속 차량으로 4.5톤은 1988년 라이노 제1세대 모델이 4톤은 1992년에 복사 제2세대 모델(공식명칭 와이드 복사)이 각각 출시된 이후에도 한동안 병행 생산하다가 1993년 12월 단종되었다.

### 2세대 와이드 복사 (1992년~1998년)
1992년 3월 1세대 복사 중형 트럭 4톤의 후속 차종이자, 라이노의 하위 차종으로 출시되었고, 캐빈 디자인은 4.5~5톤 모델인 제 1세대 라이노와 함께 히노 레인저 3세대 모델을 베이스로 한국 실정에 맞게 마쓰다 타이탄 제 2세대 모델의 디자인으로 다듬어서 생산하기 시작했고, 공식명칭은 와이드 복사이다. 섀시는 1세대 라이노와 함께 히노 레인저 3세대 모델 중 FD형의 섀시를 사용하고, 엔진은 아랫급으로 준중형 버스인 콤비의 엔진이 장착되었다. 1993년 페이스 리프트되어 그릴 모양이 변경되었고, 색상이 무색에서 검은색으로 변경됨과 동시에 조수석 문짝에 안전창이 추가되었고, 1994년 기아 새 CI가 출범됨에 따라 1세대 라이노와 동시에 앞면에 기아 로고는 kia(상단에는 물결표시 됨)에서 타원 속에 KIΛ 로 변경되었다. 1998년 라이노 제1세대 모델과의 통합 후속 차종인 라이노 제2세대 모델이 출시됨에 따라 라이노 제1세대 모델과 함께 단종되었다.

## 라인업
1세대
복사 중형덤프트럭
복사 중대형덤프트럭
복사 중형카고트럭
복사 중대형카고트럭
2세대

## 같이 보기
- 기아 라이노
- 현대 메가트럭
- 히노 레인저